# Anita Traninger
Anita Traninger (* 1969 in Amstetten) ist eine österreichische Literaturwissenschaftlerin mit Schwerpunkten in den romanischen Literaturen und der Rhetorik. Sie ist seit 2015 Professorin am Institut für Romanische Philologie der Freien Universität Berlin.

## Leben
Anita Traninger wurde 1999 an der Universität Wien promoviert. In Unterstützung ihres Promotionsvorhabens erhielt sie ein DOC-Stipendium der Österreichischen Akademie der Wissenschaften sowie ein Dr. Günter-Findel-Stipendium der Herzog August Bibliothek Wolfenbüttel. Die Dissertation, die 2001 unter dem Titel Mühelose Wissenschaft. Rhetorik und Lullismus in den deutschsprachigen Ländern der Frühen Neuzeit publiziert wurde, wurde mit dem Figdor-Preis für Sprach- und Literaturwissenschaften der Österreichischen Akademie der Wissenschaften 2003 ausgezeichnet.
Noch vor Abschluss der Dissertation übernahm sie 1998 die Leitung der Stabsstelle Öffentlichkeitsarbeit in der Österreichischen Kammer der Wirtschaftstreuhänder (heute: Kammer der Steuerberater und Wirtschaftsprüfer). 2000 wechselte sie als Projektkoordinatorin an das Institut für die Wissenschaften vom Menschen (IWM), wo sie 2001 zur Geschäftsführerin (Managing Director) aufstieg.
2004 trat sie eine Stelle als Wissenschaftliche Assistentin (C1) an der Freien Universität Berlin am Arbeitsbereich von Klaus W. Hempfer an, des damaligen Ersten Vizepräsidenten. Unter der Leitung von Hempfer beteiligte sie sich am Exzellenzcluster TOPOI und dem Sonderforschungsbereich 447 „Kulturen des Performativen“.
Ab 2009 baute Traninger den Sonderforschungsbereich 980 „Episteme in Bewegung: Wissenstransfer von der Alten Welt bis in die Frühe Neuzeit“ als wissenschaftliche Koordinatorin mit auf. 2011 wurde sie vom Präsidium der Freien Universität als Einstein Junior Fellow nominiert. Als Ergebnis eines internationalen Auswahlverfahrens war sie von 2012 bis 2015 Fellow der Einstein-Stiftung Berlin.
2015 wurde sie auf eine W2-Professur auf Zeit für Romanische Philologie mit den Schwerpunkten Galloromanistik und Hispanistik an die Freie Universität berufen, 2018 erfolgte der Ruf auf eine Lebenszeitprofessur mit der gleichen Denomination und dem Schwerpunkt Rhetorik. Seit 2021 ist sie Universitätsprofessorin (W3) für Romanische Philologie/Literaturwissenschaft an der Freien Universität.
An der Freien Universität hat Anita Traninger eine Reihe von Funktionen inne. Sie ist Stellvertretende Sprecherin des Dahlem Humanities Center sowie Mitglied des Vorstands des Margherita von Brentano-Zentrums für Geschlechterforschung und des Ada Lovelace Center for Digital Humanities. 2017 wurde sie mit dem Zentralen Lehrpreis der Universität ausgezeichnet.
Im Sonderforschungsbereich 980 „Episteme in Bewegung“ (2012–2023) war sie Mitglied des Vorstands und leitete ein Teilprojekt zur Frage als epistemischer Gattung in den französischen gelehrten Sozietäten des 17. und 18. Jahrhunderts. In der DFG-Forschungsgruppe „Diskursivierungen von Neuem“ leitete sie ein Teilprojekt zum Prosaroman des spanischen Siglo de Oro mit Fokus auf Lope de Vega. Im September 2018 wurde der von ihr gemeinsam mit dem Anglisten Andrew James Johnston konzipierte und vorbereitete Exzellenzcluster 2020 „Temporal Communities: Doing Literature in a Global Perspective“ in der Exzellenzstrategie des Bundes und der Länder als einziges literaturwissenschaftliches Projekt zur Förderung ausgewählt. Als Co-Sprecherin hat sie den Exzellenzcluster bis 2023 geleitet.
Seit 2024 leitet Anita Traninger das echo – Center for the Study of Rhetoric between Old and New Media an der FU Berlin, welches aus den Mitteln des Gottfried Wilhelm Leibniz-Preises aufgebaut wurde. Es gründet auf Traningers Forschungen zur Rhetorik, die sie als historisch variables Ensemble mediengebundener Praktiken begreift.

## Auszeichnungen (Auswahl)
- 2022 war Traninger Visiting Fellow am All Souls College, University of Oxford.
- 2023 wurde Traninger der Gottfried Wilhelm Leibniz-Preis zugesprochen.
- 2023 wurde sie zum Ordentlichen Mitglied der Berlin-Brandenburgischen Akademie der Wissenschaften gewählt.[12]
- 2024 wurde sie zu den Friedrich Hirth-Lectures eingeladen.[13]

## Veröffentlichungen
- Mühelose Wissenschaft. Lullismus und Rhetorik in den deutschsprachigen Ländern der Frühen Neuzeit, München: Fink 2001 (Humanistische Bibliothek Reihe I, 50).
- Wien. Geschichte einer Stadt. Die frühneuzeitliche Residenz (16. bis 18. Jahrhundert), hg. von Karl Vocelka und Anita Traninger. = Bd. 2 von Wien. Geschichte einer Stadt, 3 Bde., hg. von Ferdinand Opll und Peter Csendes, Wien/Köln/Weimar: Böhlau 2003.
- Dynamiken des Wissens, hg. von Klaus W. Hempfer und Anita Traninger, Freiburg i.Br.: Rombach 2007 (Scenae 6).
- Der Dialog im Diskursfeld seiner Zeit – von der Antike bis zur Aufklärung, hg. von Klaus W. Hempfer und Anita Traninger, Stuttgart: Steiner 2010 (Text und Kontext 26).
- Fiktionen des Faktischen in der Renaissance, hg. von Ulrike Schneider und Anita Traninger, Stuttgart: Steiner 2010 (Text und Kontext 32).
- Disputation, Deklamation, Dialog. Medien und Gattungen europäischer Wissensverhandlungen zwischen Scholastik und Humanismus, Stuttgart: Steiner 2012 (Text & Kontext 33).
- The Emergence of Impartiality, hg. von Kathryn Murphy und Anita Traninger, Leiden/Boston: Brill 2014 (Intersections 31).
- Wissen in Bewegung. Institution – Iteration – Transfer, hg. von Eva Cancik-Kirschbaum und Anita Traninger, Wiesbaden: Harrassowitz 2015 (Episteme in Bewegung. Beiträge zu einer transdisziplinären Wissensgeschichte 1). [Open Access]
- Discourses of Anger in the Early Modern Period, hg. von Karl A.E. Enenkel und Anita Traninger, Leiden/Boston: Brill 2015 (Intersections 40).
- The Figure of the Nymph in Early Modern Culture, hg. von Karl A.E. Enenkel und Anita Traninger, Leiden/Boston: Brill 2018 (Intersections 54).
- Copia / Kopie: Echoeffekte in der Frühen Neuzeit, Hannover: Wehrhahn 2020 (Neue Perspektiven der Frühneuzeitforschung 3).
- Die Rezension als Medium der Weltliteratur, hg. von Anita Traninger und Federica La Manna, Berlin/Boston: de Gruyter 2023 (WeltLiteraturen/World Literatures 22).
- Der Tumult der Anfänge und das Versickern am Ende: Gattungskonstruktionen zwischen Tradition und Novation und von der Antike bis zur Frühen Neuzeit, hg. von Bernhard Huss, Bernd Roling und Anita Traninger, Berlin: de Gruyter 2025 [November 2024] (Frühe Neuzeit 260). Open Access